# مارجيت فيشر
مارجيت فيشر (بالألمانية: Margit Fischer)‏ (و. 1943 – م) هي من النمسا ولدت في ستوكهولم.